# Paternosterklippe

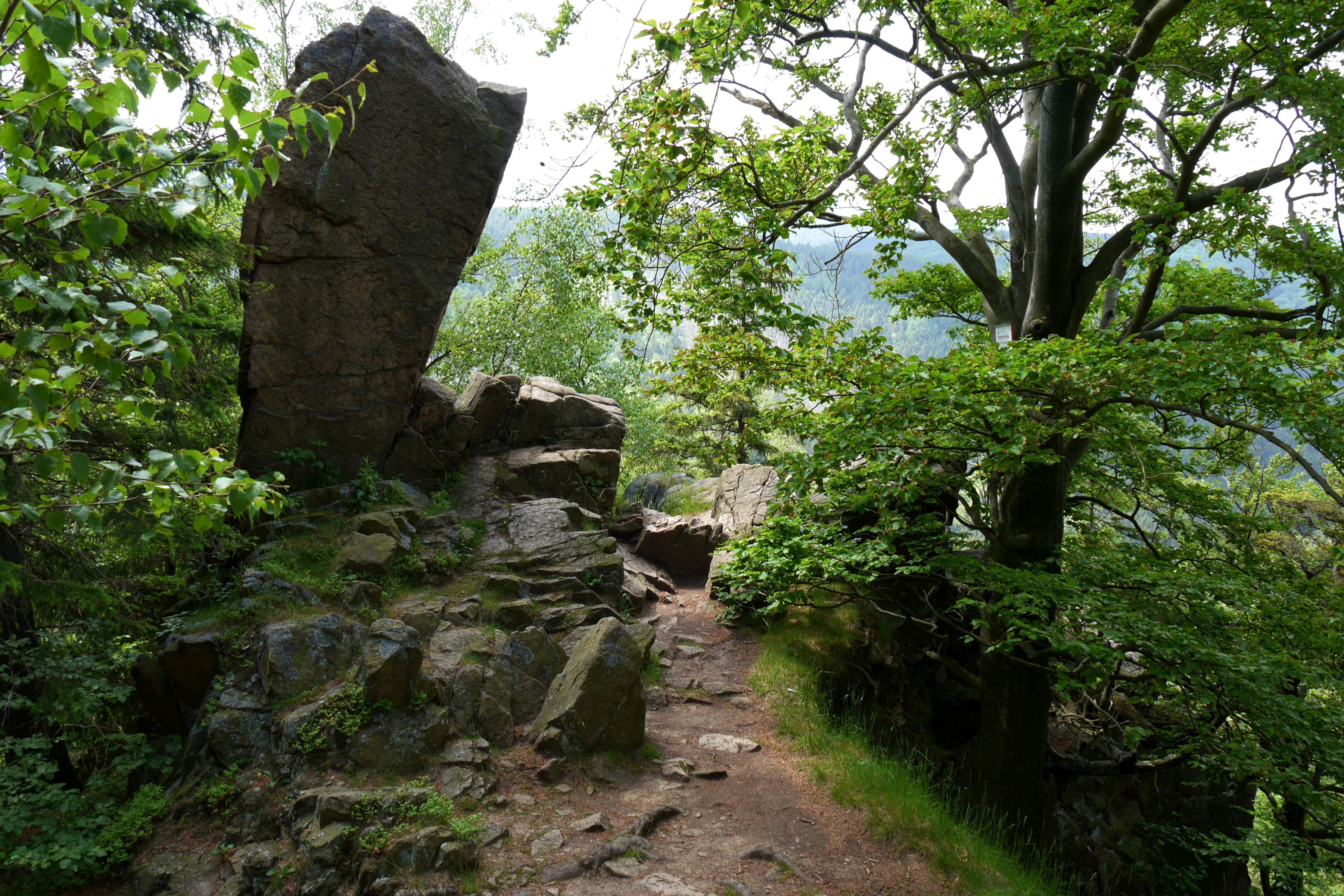
Paternosterklippe im Harz

Die Paternosterklippe im Harz ist ein Felsen nahe der Stadt Ilsenburg im sachsen-anhaltischen Landkreis Harz.

## Geographie und Geologie
Die Paternosterklippe liegt im Nationalpark Harz etwa 2,8 km (Luftlinie) südsüdwestlich des Ilsenburger Kernorts. Sie befindet sich etwas nordöstlich und hoch oberhalb der Einmündung der Loddenke in die Ilse auf einer Höhe von 522 m ü. NN.
Die Felsformation wird aus Ilsetal-Granit gebildet und ist durch eine intensive Wollsackverwitterung gekennzeichnet. Sie ist als Geologisches Naturdenkmal (Geotop) ausgewiesen.

## Sonstiges
Einer Sage nach leitet sich der Name Paternosterklippe vom letzten Vaterunser (Paternoster) ab, das hier eine Gruppe von Nonnen betete, bevor sie sich auf der Flucht vor Raubrittern in den Tod stürzte.
Vorbei an der Klippe führt der Wanderweg vom Ilsestein zur Plessenburg. Vom Fels bietet sich bei guten Sichtbedingungen ein weiter Blick über das Ilsetal in Richtung Südsüdwesten zum Brocken.